# 陈立昶
陈立昶（1956年—），江苏响水人，汉族，中华人民共和国政治人物、第十一届全国人民代表大会江苏地区代表。

## 生平
毕业于南京农学院农学系农学专业，是中共党员。担任江苏省宿迁市农业科学研究院院长。2008年起担任全国人大代表。